# Amigos de Gines
Amigos de Gines es el nombre artístico de un grupo de cante por sevillanas, formado en la localidad de Gines, España. Fue creado y fundado en 1969 por los hermanos trianeros Luis Baras y Carlos Baras, así como Alfredo Santiago y Juan Antonio Hurtado nacidos en el pueblo aljarafeño de Gines (Sevilla) que le da su nombre.
Los cuatro fundadores, como compositores y autores, le aportaron la personalidad y la originalidad tan especial que siempre tuvo el grupo al introducir en el género las llamadas sevillanas sociales, de contenido y mensaje, obteniendo, con su primer disco, un E.P. de cuatro canciones, un éxito sin precedentes hasta ese momento. Las sevillanas "La vuelta del camino", más conocidas por "Lloran los pinos del Coto", son el santo y seña de este importante grupo y las que marcaron un estilo inconfundible que ya quedó para la historia.
Como grupo rociero social, con letras en sus sevillanas que denunciaban las desigualdades sociales, como "Caireles de plata fina", "Rocieros de alpargata" o "Cuando mueren los famosos".
Tras dos años de trabajo y una segunda grabación, tres de sus componentes, Luis, Alfredo y Carlos deciden abandonarlo para terminar sus carreras universitarias respectivas y dedicarse a otras actividades siendo Juan Antonio Hurtado quien se hace cargo del grupo seleccionando distintos componentes a lo largo de varias etapas del grupo y permaneciendo en el hasta su jubilación. En la actualidad está integrado por Agustín Camino, Antonio Hidalgo, Alonso Pavón y Felipe Díaz
En el año 1970 graban su primer disco, y desde sus inicios se sitúan a la altura de los mejores grupos de sevillanas, lugar que todavía ocupan en nuestros días.
En su álbum de 1975, graban la sevillana por la que han llegado a ser conocidos mundialmente. "El adiós" es una sevillana, escrita por Manuel Garrido, que cautivó a medio mundo, incluido el papa Juan Pablo II, a quién le fue cantada en la despedida de su visita a Sevilla, y que luego adoptó canturreándola en sus despedidas de otros países.
En sus años de historia, la producción de Amigos de Gines es amplísima, y si bien han tocado temas en sus letras de toda índole, destacan la sevillanas de temática rociera ya que Gines es un pueblo con gran tradición rociera, y su hermandad del Rocío una de las más antiguas de todas las existentes.
- Datos: Q5672623